# Otholobium carneum
Otholobium carneum là một loài thực vật có hoa trong họ Đậu. Loài này được (E.Mey.) C.H.Stirt. miêu tả khoa học đầu tiên.